# Sveriges Begravningsbyråers Förbund
Sveriges Begravningsbyråers Förbund är en bransch- och medlemsorganisation för drygt 400 privatägda begravningsbyråer i landet. Nästan samtliga av dessa är auktoriserade begravningsbyråer vilket betyder att de uppfyller högt ställda krav på såväl personal som lokaler.
Sveriges Begravningsbyråers Förbund startade 1922 och ändamålet är att till allmänheten bedriva konsumentupplysning/skydd och att verka för en kunnig yrkeskår samt främja god begravningssed och hög yrkesetik.